# Genneteil
Genneteil település Franciaországban, Maine-et-Loire megyében. Lakosainak száma 304 fő (2018. január 1.). Genneteil Savigné-sous-le-Lude, Auverse, Chavaignes, Chigné, Clefs-Val d’Anjou és Lasse községekkel határos.

## Népesség
A település népességének változása:
| Lakosok száma | 516  | 412  | 375  | 342  | 294  | 341  | 335  | 323  | 303  | 304  |
|               | 1968 | 1975 | 1982 | 1990 | 1999 | 2011 | 2013 | 2015 | 2017 | 2018 |